# Línguas andinas setentrionais
As línguas andinas setentrionais são uma unidade filogenética hipotetizada por Greenberg dentro das línguas andinas, cujo parentesco é duvidoso, e tem sido muito criticado por alguns especialistas, não sendo aceite pela maioria de americanistas.
Segundo Greenberg, as línguas andinas setentrionais correspondem a:
1. Culli. A língua kulyi (culli, linga) falou-se em Huaylas, Peru, localizada por uns entre as andinas setentrionais e por outros entre as línguas macro-paezanas.
2. Sec. (Língua extinta)
3. Leco. A língua leko (leco, lapalapa, ateniano) tem uns poucos falantes em La Paz, Bolívia.
4. Línguas catacaoanas. A família de línguas catacaoanas, consiste de duas línguas mortas:
  1. Katakao. A língua catacao (katakao) foi falada em Piura, Peru.
  2. Kolão. A língua kolão foi falada em Piura, Peru.
5. Línguas cholonas, tiveram 2200 anos de diversificação linguística, correspondem a duas línguas que se falaram em Peru:
  1. Hívito. A língua hívito  falou-se em Peru.
  2. Cholão. A língua cholón (seeptsá) é falada no vale de Huallaga, Peru, por menos de 10 pessoas.

Não existe evidência sólida de que exista um parentesco genético entre estas línguas, as listas de palavras de Greenberg são escassas e não concludentes.